# Coral
Corais são animais cnidários da classe Anthozoa, que segregam um exosqueleto calcário ou de matéria orgânica, ao contrário das anêmonas-do-mar, que pertencem à mesma classe. Os indivíduos adultos são pólipos individuais ou coloniais e encontram-se em todos os oceanos.
Os corais podem constituir colônias coloridas e podem formar recifes de grandes dimensões que albergam um ecossistema com uma grande biodiversidade e produtividade.
O maior recife de coral vivo encontra-se na Grande Barreira de Coral, na costa de Queensland, Austrália, que é considerado o maior indivíduo vivo da Terra. A maioria das espécies de coral que constroem recifes desenvolve-se em águas tropicais e subtropicais, mas podem encontrar-se pequenas colónias de coral até em águas frias, como ao largo da Noruega.

## Biologia
Os corais são os membros da classe Anthozoa que constroem um exoesqueleto que pode ser de matéria orgânica ou de carbonato de cálcio.
Eles se alimentam de pequenos seres vivos, como o zooplâncton e pequenos peixes.
Alguns corais se reproduzem sexuadamente, pela liberação de gametas na água que se fundem formando uma larva chamada planula, ou assexuadamente pelo brotamento, quando um coral brota de outro podendo separar-se dele ou não.
Quase todos os antozoários formam colônias, que podem chegar a tamanhos consideráveis (os recifes), mas existem muitas espécies em que os pólipos vivem solitários, presos ao substrato.
Os pólipos têm a forma de um saco (o celêntero) e uma coroa de tentáculos com cnidócitos (células urticantes) na abertura, que se chama arquêntero. Os antozoários não têm verdadeiros sistemas de órgãos: nem sistema digestivo nem sistema circulatório, nem sistema excretor, uma vez que todas as trocas de gases e fluidos se dão no celêntero, uma vez que a água entra e sai do corpo do animal através de correntes provocadas pelos cílios das células da parede da faringe.
No entanto, esta classe de celenterados tem algumas particularidades na sua anatomia: 
- Uma faringe, denominada neste grupo actinofaringe que liga a "boca" ao celêntero e que, muitas vezes, contem divertículos chamados sifonoglifos, com células flageladas, em posições diametralmente opostas, dando à anatomia do pólipo uma simetria bilateral.
- Os mesentérios - um conjunto de filamentos radiais que unem a faringe à parede do pólipo.

O grupo inclui os importantes construtores de recifes conhecidos como corais hermatípicos, encontrados nos oceanos tropicais.
A palavra coral é muito ambígua porque pode designar organismos marinhos coloniais pertencentes todos ao filo Cnidaria, mas há famílias muito diferentes, cujas exigências ecológicas são, desta maneira, muito diferentes.

## Utilidades para os seres humanos

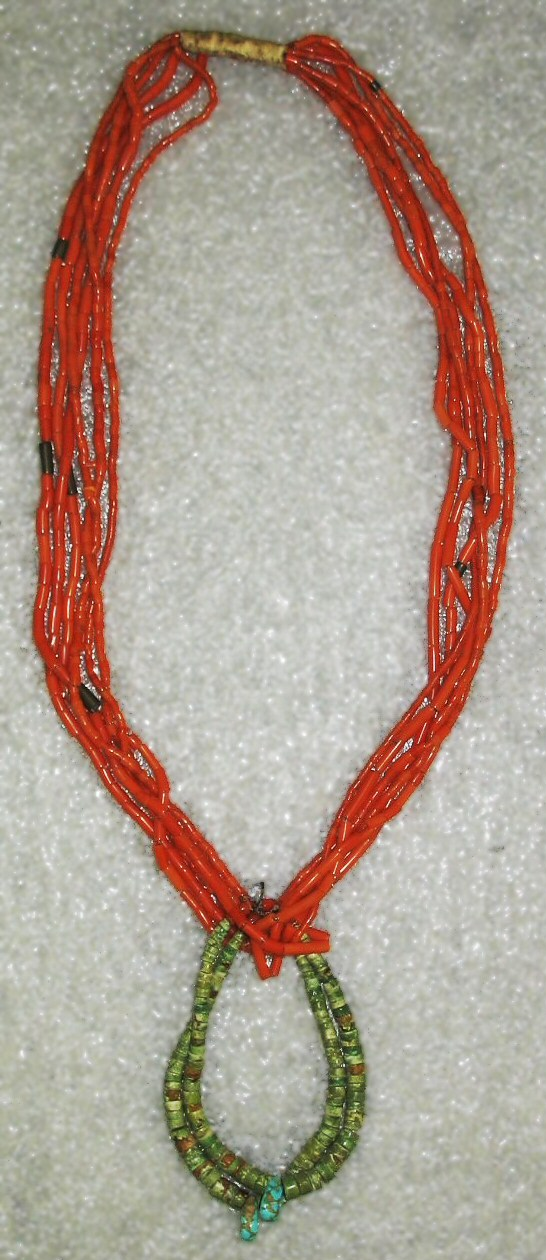
Colar feito usando coral vermelho, Museu de Brooklyn

Os corais possuem várias utilidades para os seres humanos, como:

### Joias
Corais são muito utilizados para a fabricação de colares e outras joias. Os corais vermelhos são especialmente usados.

### Medicamentos
Substâncias encontradas em corais são utilizadas contra cancro, SIDA, dor, entre outros.

### Construção
O calcário de coral é utilizado em construções, principalmente no leste da África.

### Outros usos
Os corais também podem ser utilizados para estudos do clima, para enfeitar aquários. 
Muitas pessoas vão para recifes de corais como destino turístico.
Os corais também servem para viveiros de inúmeras espécie de animais marinhos de grande importância econômica ao homem.